# Sculpture de Décébale
La sculpture de Décébale (en roumain : Chipul lui Decebal) est une sculpture monumentale située près de la ville d'Orșova, en Roumanie. Construite de 1994 à 2004, haute de 40 m et large de 20 m, c'est actuellement la sculpture rocheuse la plus haute d’Europe.
La roche est à l'effigie de Décébale, le dernier roi des Daces (qui régna de 87 à 106) et qui a combattu les empereurs romains Domitien et Trajan afin de préserver l'indépendance de son pays, l’actuelle Roumanie.

## Caractéristiques
Sous le visage de Décébale se trouve une inscription en latin : DECEBALUS REX—DRAGAN FECIT (traduction : le roi Décébale - fait par Drăgan), du nom du mécène qui a financé l’œuvre. Commandée et financée par l'entrepreneur et historien milliardaire Joseph Constantin Drăgan (Iosif Constantin Drăgan), un protochroniste italo-roumain qui a acheté le rocher en 1993, la sculpture a nécessité dix ans de travaux et douze sculpteurs, pour un coût d'un million de dollars américains. Les six premières années ont été consacrées au dynamitage du rocher en la forme grossière voulue, et les quatre autres années, à la sculpture du visage.
Le monument se trouve près des Portes de Fer, qui forment la frontière naturelle entre la Roumanie et la Serbie. La figure est taillée dans le roc d'un affleurement situé dans une gorge du fleuve Danube. Sur l'autre rive du Danube, en territoire serbe, en face de la sculpture, se trouve la Table de Trajan, vestige romain taillé dans la paroi rocheuse, réalisé par l'empereur Trajan pour commémorer le lieu de la victoire de l'armée romaine qui a conduit à la conquête de la Dacie en 105 ap. J.-C.
Joseph Constantin Drăgan a demandé aux autorités serbes de tailler sur les parois rocheuses de leur rive du Danube, la tête géante de l'empereur romain, faisant face à celle de Décébale, mais elles ont refusé.
La réalisation de la sculpture a été critiquée par les écologistes parce qu'elle dénature l'environnement où elle se situe, par les historiens comme « non ressemblante » par rapport aux seules représentations connues de Décébale sur la colonne Trajane, par les peintres et sculpteurs comme « inesthétique » et « mégalomane », et par les sociologues et économistes comme symbole du nationalisme protochroniste mis à la mode par Nicolae Ceaușescu et comme gouffre financier. Le Ministère de la Culture n'est jamais intervenu sur le dossier de la réalisation de cette sculpture, et si le ministère des Affaires étrangères est intervenu, c'est seulement pour vérifier que ce projet ne risque pas d'impacter le territoire serbe voisin. L'érosion naturelle œuvrant dans cette région au climat humide, le nez de Décébale (long de sept mètres) s'est fissuré et menace de s'effondrer. Il a fallu le remodeler et le consolider par une armature de fer (en train de rouiller) et de ciment (en voie d'émiettement) ce qui en rend la chute inévitable à terme.